# OS 901
OS 901 ime je za operacijski sustav kojeg je razvila hrvatska tvrtka Tvornica računskih strojeva Zagreb i koje se isporučivalo skupa s računarskim sistemom TRS 901 i bila je jedna od inaica operacijskog sustava MP/M.

## Tehnička svojstva
- Mikroprocesor : Zilog Z80
- Programski jezik: PL/1 (inačica PL-901 i Assembler)
- Višekorisnički
- Višezadaćnost
- Alokacija memorije i resursa: dinamička
- Sigurnost: na bazi datoteke (zaključavanje s lozinkom)